# Skyrhune
La Skyrhune est une épreuve de skyrunning disputée à Ascain dans le département des Pyrénées-Atlantiques depuis 2014.

## Histoire
La course voit le jour en 2014 sous l'impulsion de Nicolas Darmaillacq. Il crée l'association sans but lucratif Lemur Team avec des amis afin d'organiser l'événement. Ensemble, ils souhaitent offrir un aspect solidaire à la course et s'engagent à reverser les bénéfices à des associations caritatives. Souhaitant faire découvrir le Pays basque aux coureurs et inspirés par la course de la Rhune, ils décident de créer un parcours modeste de 21 kilomètres entre Ascain et la Rhune mais qui offre toutefois des difficultés techniques non négligables. Pour se distinguer des autres épreuves, le départ de la course est donné inhabituellement dans l'après-midi à 15 heures,,.
La course connaît rapidement un succès populaire et attire les meilleurs spécialistes de la discipline. En 2016, elle rejoint le calendrier de la Skyrunner France Series comme finale de la série Sky.
En 2019, l'épreuve rejoint le calendrier des Golden Trail National Series comme finale, confirmant sa réputation.
L'édition 2020 est annulée en raison de la pandémie de Covid-19.
En raison des restrictions de voyage liées à la pandémie, les organisateurs de la Golden Trail World Series 2021 décident de remplacer la Ring of Steall SkyRace en Écosse par la Skyrhune.
En 2024, les organisateurs annoncent que l'édition anniversaire des dix ans sera la dernière.

## Parcours
Le départ est donné dans la ville d'Ascain. Le parcours effectue une première ascension sur le plateau d'Ihi-Zelaya jusqu'au sommet du Miramar puis redescend. Il effectue ensuite l'ascension du Ziburu Mendi avant d'effectuer celle de la Rhune puis la descente. Le parcours effectue ensuite une petite remontée à l'Altxanga avant d'attaquer la descente finale jusqu'à l'arrivée à Ascain. Il mesure 21 km pour 1 700 m de dénivelé positif et négatif.

## Vainqueurs
| Édition | Date | Hommes                                              | Hommes                                              | Hommes                                              | Femmes                                              | Femmes                                              | Femmes                                              |
| ------- | ---- | --------------------------------------------------- | --------------------------------------------------- | --------------------------------------------------- | --------------------------------------------------- | --------------------------------------------------- | --------------------------------------------------- |
|         |      | Rang                                                | Athlète                                             | Temps                                               | Rang                                                | Athlète                                             | Temps                                               |
| 1re     | 2014 | 1er                                                 | Alexis Sévennec                                     | 2 h 1 min 18 s                                      | 24e                                                 | Claire Nedelec                                      | 2 h 38 min 18 s                                     |
| 2e      | 2015 | 1er                                                 | Aritz Egea                                          | 1 h 55 min 59 s                                     | 65e                                                 | Maria Zorroza                                       | 2 h 36 min 43 s                                     |
| 3e      | 2016 | 1er                                                 | Thibaut Baronian                                    | 1 h 56 min 39 s                                     | 35e                                                 | Céline Lafaye                                       | 2 h 23 min 28 s                                     |
| 3e      | 2017 | 1er                                                 | Thibaut Baronian — 2e victoire                      | 1 h 53 min 27 s                                     | 46e                                                 | Ingrid Mutter                                       | 2 h 19 min 52 s                                     |
| 4e      | 2018 | 1er                                                 | Nicolas Martin                                      | 2 h 1 min 44 s                                      | 13e                                                 | Anaïs Sabrié                                        | 2 h 15 min 30 s                                     |
| 5e      | 2019 | 1er                                                 | Davide Magnini                                      | 1 h 53 min 45 s                                     | 14e                                                 | Blandine L'Hirondel                                 | 2 h 12 min 8 s                                      |
| -       | 2020 | Course annulée en raison de la pandémie de Covid-19 | Course annulée en raison de la pandémie de Covid-19 | Course annulée en raison de la pandémie de Covid-19 | Course annulée en raison de la pandémie de Covid-19 | Course annulée en raison de la pandémie de Covid-19 | Course annulée en raison de la pandémie de Covid-19 |
| 6e      | 2021 | 1er                                                 | Jan Margarit Solé                                   | 1 h 52 min 0 s                                      | 14e                                                 | Nienke Brinkman                                     | 2 h 4 min 39 s                                      |
| 7e      | 2022 | 1er                                                 | Loïc Robert                                         | 1 h 52 min 16 s                                     | 52e                                                 | Mathilde Sagnes                                     | 2 h 20 min 17 s                                     |
| 8e      | 2023 | 1er                                                 | Jan Margarit Solé — 2e victoire                     | 1 h 53 min 26 s                                     | 27e                                                 | Blandine L'Hirondel — 2e victoire                   | 2 h 10 min 39 s                                     |
| 9e      | 2024 | 1er                                                 | Sylvain Cachard                                     | 1 h 56 min 18 s                                     | 25e                                                 | Sara Alonso                                         | 2 h 13 min 16 s                                     |